# Betim Fazliji
Betim Fazliji (* 25. April 1999 in Vranje, BR Jugoslawien, heute Serbien) ist ein schweizerisch-kosovarischer Fußballspieler, der beim FC St. Gallen unter Vertrag steht. Der Innenverteidiger ist seit November 2020 kosovarischer Nationalspieler.

## Karriere

### Verein
Betim Fazliji wurde in Vranje, BR Jugoslawien geboren. Der Lebensmittelpunkt der Familie war jedoch bereits seit Jahren in der Schweiz und dort wuchs er seit frühester Kindheit auf. Erste fußballerische Schritte setzte er beim FC Rebstein und über das Rheintal Auswahlteam (U14/U15 Rheintal Bodensee) kam er im Jahr 2014 in den Nachwuchs des FC St. Gallen. In der Saison 2017/18 spielte der Defensivmann erstmals für die U21-Mannschaft in der vierthöchsten schweizerischen Spielklasse.
Zwei Jahre spielte er in dieser Auswahl, bevor er zur Spielzeit 2019/20 seinen ersten professionellen Vertrag unterzeichnete und in die erste Mannschaft beordert wurde. Sein Debüt in der Super League gab er am 27. Juli 2019 (2. Spieltag) beim 2:1-Auswärtssieg gegen den FC Basel, bei dem er bereits die volle Distanz der Partie über auf dem Spielfeld stand. In den nächsten Monaten gelang ihm der Sprung in die Startformation, wobei er sich nach mehreren Positionswechseln in der Innenverteidigung festsetzte. Am 2. Februar 2020 (2. Spieltag) erzielte er beim 2:1-Auswärtssieg gegen den FC Basel sein erstes Ligator. In seiner ersten Profisaison absolvierte er 26 Ligaspiele, in denen ihm zwei Treffer gelangen.
Kurz vor dem Beginn der Saison 2022/23 wechselte er zum deutschen Zweitligisten FC St. Pauli. Nach einer Saison bei den Hamburgern wechselte der Rheintaler zur Saison 2023/24 wieder zurück nach St. Gallen.

### Nationalmannschaft
Im September 2020 war Fazliji zwei Mal für die Schweizer U20-Nationalmannschaft im Einsatz. Einen Monat später wurde er erstmals für die U21 nominiert, verweigerte diese Einberufung aber, da er bereits seinen Wechsel zum kosovarischen Fussballverband vorbereitet hatte, für den er aufgrund seiner Einbürgerung ebenfalls spielberechtigt wurde.
Am 3. November 2020 erhielt er vom Schweizer Cheftrainer Bernard Challandes seine erste Nominierung für die kosovarische Nationalmannschaft. Acht Tage später bestritt er bei der 1:2-Testspielniederlage gegen Albanien sein Debüt.